# 安田南
安田 南（やすだ みなみ、1943年11月14日 - 2000年代初頭?/2008年頃?/2009年?/2018年12月25日?）は、日本の女性ジャズシンガー。

## 来歴
北海道札幌市生まれ。中学の時、東京都目黒区の目黒第十中学校に転入する。同級生に佐藤信（劇作家・演出家）がいた。一人で演劇部を創設するなど、活動的な生徒であった。東京都立広尾高等学校を卒業後の1961年、18歳でテレビ番組「勝ち抜きジャズ」ボーカル部門に出演し優勝、世界一周をした実力派。その後俳優座養成所に16期生として入所するが中退（養成所同期に古谷一行、鶴田忍、峰岸徹、大林丈史、大出俊、太地喜和子などがいる）。1964年頃から米軍キャンプでもステージに立つようになり、ジョージ川口とビッグ4、鈴木勲トリオなどを経てフリーに。
ジャズの枠にとらわれない奔放・個性的な歌唱スタイルで、1970年代に熱狂的な人気を集めた。1974年から1977年まで4枚のアルバムを発表しているが、他の歌手と比べ残した音源は多くなく、「アングラの女王」の異名があった。
1971年、第三回中津川フォークジャンボリーのメインステージの安田南のライヴは、暴徒のため演奏中にステージを占拠されてぶち壊しになり、フォークジャンボリーは二度と開催されなくなった。
歌手活動以外でも、自由劇場・黒テントを中心とした舞台出演・ラジオのDJ・エッセイの執筆などにマルチな才能を発揮した。
彼女のヘビースモーカーぶりをテーマにして、西岡恭蔵の「プカプカ（みなみの不演不唱〈ぶるうす〉）」のモデルとも言われる。また、写真家で、アルバム『Some Feeling』のジャケットを手がけた中平卓馬とは、恋愛関係にあった。
1972年には、若松孝二監督の映画『天使の恍惚』で、主要人物の「金曜日」役で出演が決まっていたが、撮影途中に突然行方をくらまして降板し、後任は横山リエがつとめた。なお、同映画のサウンドトラックに収録されている「ウミツバメ Ver.2」は、クレジットでは横山の歌唱とされているが、演奏の山下洋輔は安田の歌声であると証言している。ラジオ番組FM25時『きまぐれ飛行船〜野性時代〜』で片岡義男とともにパーソナリティを1974年からつとめるも1979年に失踪、そのまま降板ということもあった。
音楽プロデューサーで、長年内外の数多くのミュージシャンを間近で観て来た大木雄高は、安田を「ジャズのスタンダードを日本語で初めて歌いこなした歌手」と評している。親交のあった作家の瀬戸内寂聴も、歌手としての実力とともに、文才を高く評価していた。
1990年代以降、事実上引退していたが、2004年7月アルバム『Some Feeling』が27年ぶりにCDで復刻された。
安田はしばし死亡説が流れており、中部博は死去時期は2000年代初頭説が出回っていると語り、関川夏央は安田の晩年はわからないとした上で2008年頃に死去したが没日と死因は不明と言い、梅本洋一が、2009年初めに安田の知人森山大道に彼女の消息を聞いたところ、鬼籍に入っていると返答され、坪内祐三は『本の雑誌』2011年5月号で何年か前に癌で亡くなっていることや生前に闘病する安田を励ますためのイベントについての記事がある大手新聞に掲載され赤瀬川原平や秋山祐徳太子などが参加したと触れ、雑誌『ジャズ批評』2013年7月号の佐藤信のインタビューでも既に故人という旨の証言があり、小林信彦は2009年に死去、といった言及があったのに対して佐野和子（『きまぐれ飛行船〜野性時代〜』のディレクター）は2018年に死去したと話し、有田芳生は関係者の話として2018年12月25日に没したとする。

## ディスコグラフィ

### シングル
| 発売日                                    | 面                   | タイトル                           | 作詞                 | 作曲                 | 編曲                 | 規格                 | 規格品番             |
| ポリドール・レコード                      | ポリドール・レコード | ポリドール・レコード               | ポリドール・レコード | ポリドール・レコード | ポリドール・レコード | ポリドール・レコード | ポリドール・レコード |
| ----------------------------------------- | -------------------- | ---------------------------------- | -------------------- | -------------------- | -------------------- | -------------------- | -------------------- |
| 1973年                                    | A                    | 赤い鳥逃げた?                      | 福田みずほ           | 樋口康雄             | 樋口康雄             | EP                   | DR-1741              |
| 1973年                                    | B                    | 愛情砂漠                           | 福田みずほ           | 樋口康雄             | 樋口康雄             | EP                   | DR-1741              |
| ビクターレコード                          |                      |                                    |                      |                      |                      |                      |                      |
| 1973年10月                                | A                    | 鬼警部アイアンサイド               | 伊藤アキラ           | 樋口康雄             | 樋口康雄             | EP                   | SV-1155              |
| 1973年10月                                | B                    | 愛情砂漠                           | 福田みずほ           | 樋口康雄             | 樋口康雄             | EP                   | SV-1155              |
| フィリップス・レコード / 日本フォノグラム |                      |                                    |                      |                      |                      |                      |                      |
| 1978年                                    | A                    | お定のモリタート（Moritat）        | 佐藤信               | クルト・ワイル       |                      | EP                   | SFL-2255             |
| 1978年                                    | B                    | ノット・ソー・バッド（Not So Bad） | 安田南               | タケカワユキヒデ     |                      | EP                   | SFL-2255             |

### アルバム
| 発売日                 | タイトル                 | 曲目 | 参加ミュージシャン                                                                             | 規格                 | 規格品番             |
| ベルウッド・レコード   | ベルウッド・レコード     | ベルウッド・レコード | ベルウッド・レコード                                                                           | ベルウッド・レコード | ベルウッド・レコード |
| ---------------------- | ------------------------ | --- | ---------------------------------------------------------------------------------------------- | -------------------- | -------------------- |
| 1974年4月              | South                    | SideA 1. グレイヴィー・ワルツ 2. バイ・バイ・ブラックバード 3. グッド・ライフ 4. チェインズ・オブ・ラヴ SideB 1. サマー・タイム 2. イエス・サー・ザッツ・マイ・ベイビー 3. アイム・ウォーキン 4. グッド・モーニング・ハートエイク                            | 山本剛(p) 岡田勉(b) 小原哲太郎(ds)                                                             | LP                   | OFL-3002             |
| 1993年3月5日           | South                    | SideA 1. グレイヴィー・ワルツ 2. バイ・バイ・ブラックバード 3. グッド・ライフ 4. チェインズ・オブ・ラヴ SideB 1. サマー・タイム 2. イエス・サー・ザッツ・マイ・ベイビー 3. アイム・ウォーキン 4. グッド・モーニング・ハートエイク                            | 山本剛(p) 岡田勉(b) 小原哲太郎(ds)                                                             | CD                   | KICJ-2110            |
| 2007年5月2日           | South                    | SideA 1. グレイヴィー・ワルツ 2. バイ・バイ・ブラックバード 3. グッド・ライフ 4. チェインズ・オブ・ラヴ SideB 1. サマー・タイム 2. イエス・サー・ザッツ・マイ・ベイビー 3. アイム・ウォーキン 4. グッド・モーニング・ハートエイク                            | 山本剛(p) 岡田勉(b) 小原哲太郎(ds)                                                             | CD（紙ジャケ）       | BRIDGE-099           |
| 2012年7月11日          | South                    | SideA 1. グレイヴィー・ワルツ 2. バイ・バイ・ブラックバード 3. グッド・ライフ 4. チェインズ・オブ・ラヴ SideB 1. サマー・タイム 2. イエス・サー・ザッツ・マイ・ベイビー 3. アイム・ウォーキン 4. グッド・モーニング・ハートエイク                            | 山本剛(p) 岡田勉(b) 小原哲太郎(ds)                                                             | CD                   | KICJ-2260            |
| 2018年12月5日          | South                    | SideA 1. グレイヴィー・ワルツ 2. バイ・バイ・ブラックバード 3. グッド・ライフ 4. チェインズ・オブ・ラヴ SideB 1. サマー・タイム 2. イエス・サー・ザッツ・マイ・ベイビー 3. アイム・ウォーキン 4. グッド・モーニング・ハートエイク                            | 山本剛(p) 岡田勉(b) 小原哲太郎(ds)                                                             | CD                   | KICJ-2647            |
| フラスコレコード       |                          | |                                                                                                |                      |                      |
| 1975年4月1日           | Sunny                    | SideA 1. サニー 2. アイム・ビギニング・トゥー・シー・ザ・ライト 3. ラヴ 4. 赤とんぼ / フライ・ミー・トゥ・ザ・ムーン SideB 1. ユー・アー・マイ・サンシャイン 2. 恋の気分で 3. デイ・バイ・デイ 4. 素敵なあなた 5. イッツ・ビーン・ア・ロング・ロング・タイム | 山本剛(p) 岡田勉(b) 小原哲太郎(ds)                                                             | LP                   | FS-7002              |
| 1987年3月25日          | Sunny                    | SideA 1. サニー 2. アイム・ビギニング・トゥー・シー・ザ・ライト 3. ラヴ 4. 赤とんぼ / フライ・ミー・トゥ・ザ・ムーン SideB 1. ユー・アー・マイ・サンシャイン 2. 恋の気分で 3. デイ・バイ・デイ 4. 素敵なあなた 5. イッツ・ビーン・ア・ロング・ロング・タイム | 山本剛(p) 岡田勉(b) 小原哲太郎(ds)                                                             | CD                   | 32LD-98              |
| 1990年7月5日           | Sunny                    | SideA 1. サニー 2. アイム・ビギニング・トゥー・シー・ザ・ライト 3. ラヴ 4. 赤とんぼ / フライ・ミー・トゥ・ザ・ムーン SideB 1. ユー・アー・マイ・サンシャイン 2. 恋の気分で 3. デイ・バイ・デイ 4. 素敵なあなた 5. イッツ・ビーン・ア・ロング・ロング・タイム | 山本剛(p) 岡田勉(b) 小原哲太郎(ds)                                                             | CD                   | EJD-3077             |
| 2009年6月24日          | Sunny                    | SideA 1. サニー 2. アイム・ビギニング・トゥー・シー・ザ・ライト 3. ラヴ 4. 赤とんぼ / フライ・ミー・トゥ・ザ・ムーン SideB 1. ユー・アー・マイ・サンシャイン 2. 恋の気分で 3. デイ・バイ・デイ 4. 素敵なあなた 5. イッツ・ビーン・ア・ロング・ロング・タイム | 山本剛(p) 岡田勉(b) 小原哲太郎(ds)                                                             | SHM-CD               | UCCJ-4103            |
| 1977年4月              | Some Feeling             | SideA 1. サム・フィーリング 2. 旅は道づれ 3. NOT SO BAD 4. 壁のうた 5. いってしまったあんた SideB 1. 舟唄 2. 船のうた 3. 不満な女 4. OH MY LIDIA 5. 朝の遊園地                                                                                               | 松岡直也(p) 山本剛(p) 大村憲司(g) 安川ひろし(g) 秋山一将(g) 小原礼(b) 高水健司(b) 村上秀一(ds) | LP                   | FS-7017              |
| 2004年11月1日          | Some Feeling             | SideA 1. サム・フィーリング 2. 旅は道づれ 3. NOT SO BAD 4. 壁のうた 5. いってしまったあんた SideB 1. 舟唄 2. 船のうた 3. 不満な女 4. OH MY LIDIA 5. 朝の遊園地                                                                                               | 松岡直也(p) 山本剛(p) 大村憲司(g) 安川ひろし(g) 秋山一将(g) 小原礼(b) 高水健司(b) 村上秀一(ds) | CD                   | BRIDGE-021           |
| フィリップス・レコード |                          | |                                                                                                |                      |                      |
| 1978年4月1日           | Moritat お定のモリタート | SideA 1. サムバディ･ラヴズ･ミー 2. ゴールデン･イヤリングス 3. オー･マイ･パパ 4. モリタート SideB 1. ムーン･リバー 2. クライ･ミー･ア･リバー 3. ザ･リバー･オブ･ノー･リターン 4. アイム･ウォーキン                                                              | 益田幹夫(p) 濱瀬元彦(b) 村上寛(ds) 峰厚介(ts) 宮城久弥(fiddle) 宮田英夫(Harmonica)             | LP                   | RJ-7428              |
| 2007年9月12日          | Moritat お定のモリタート | SideA 1. サムバディ･ラヴズ･ミー 2. ゴールデン･イヤリングス 3. オー･マイ･パパ 4. モリタート SideB 1. ムーン･リバー 2. クライ･ミー･ア･リバー 3. ザ･リバー･オブ･ノー･リターン 4. アイム･ウォーキン                                                              | 益田幹夫(p) 濱瀬元彦(b) 村上寛(ds) 峰厚介(ts) 宮城久弥(fiddle) 宮田英夫(Harmonica)             | CD（紙ジャケ）       | UPCH-20042           |

#### オムニバス盤
- 『おんがくぐーん! / 音楽の学校・音楽の劇場 vol.7』（1970年） - 「センチメンタル・ジャーニー」（加藤直作詞 / 林光作曲）収録

### 参加作品
- 岡林信康 『堕ちた鳥のバラード』（1970年） - B面の「いくいくお花ちゃん」でコーラス参加

## 出演

### 舞台

#### 自由劇場
- おんなごろしあぶらの地獄（1969年）
- トラストDE －イリヤ・エレンブルグによる－（1969年 - 1970年）

#### 演劇センター68/70（劇団黒テント）
- 翼を燃やす天使たちの舞踏（1970年）
- 喜劇・阿部定＝昭和の欲情（1973年）

### ラジオ番組
- FM25時 きまぐれ飛行船〜野性時代〜（FM東京、1974年 - 1979年）

## 著書
- みなみの三十歳宣言（1977年、晶文社）